# عطاء الخطيب
عطاء الله بن محمد جميل بن عبد الغني بن مصطفى أفندي من ذرية ناجي بك بن عبدي بك بن إبراهيم باشا والي بغداد سنة 1077هـ وسنة 1666م وهم من ذرية محمد مختار بك المعروف بالخطيب الشهرباني/ الشهربنلي يعرف عمومًا بعطاء الخطيب والملقب بـالشيخ وأفندي (1886 - 22 يناير 1929) (1304 - 11 شعبان 1347) عالم مسلم وصحفي وشاعر عراقي. ولد في شهربان ونشأ بها وببغداد. درس في المدرسة الرشديّة عامًا واحدًا، ثم التحق بجدّه في العمارة، وتوفّي جده، فارتحل إلى البصرة، فأتمّ تعليمه. عيّن مدرّسًا للعلوم الدينيّة والعربية والفارسية في المدرسة الإعداديّة الملكية لمدّة ثمانية أعوام وكان في الوقت نفسه يحرّر جريدة الإرشاد. أصدر جريدة صدى الإسلام بالعربية والتركية والفارسية، وكان أحد مؤسّسي جمعيّة الهلال الأحمر العراقية. عُيّن مفتيًا لبغداد عام 1916. اعتقله القوات البريطانية المنتدبة سنة 1917 ثم نُفي إلى الهند لمدّة ثلاثة أعوام. عاد بعدها إلى بغداد وعيّن مديرًا للأوقاف. مثّل بلاده في مؤتمر الخلافة الإسلامية في القاهرة سنة 1927. كان شاعراً حماسيّ اللهجة، يرتجل شعره ارتجلًا، وكانت أشعاره يشجع الثورة والدفاع عن الاستقلال والحرية، وثد بثّه عبر الصحف والمجلات، وباللغات الثلاث التي كان يتقنها. توفي في بغداد.

## سيرته
ولد عطاء الله بن محمد جميل بن عبد الغني الخطيب الشهرباني في قرية شهربان من محافظة ديالى سنة 1886 م/ 1304 هـ. توفيت أمّه وكان طفلاً لم يتجاوز عامه الأوّل فاحتضنته جدّته، ونقل إلى بغداد فنشأ بها. تعلم مبادئ القراءة والكتابة في قريته، ثم التحق بالمدرسة الإعدادية الملكية في بغداد والمدرسة الرشدية، ودرس على علماء بغداد في عصره ومنهم: عبد الوهاب النائب، ويوسف العطار، وعلي الطالباني، وقاسم القيسي.

انتسب إلى مدرسة الحقوق العثمانية ووصل إلى صفها الأخير، غير أنها أغلقت أبوابها بسبب الحرب العالمية الأولى.

عمل معلمًا لتدريس العربية وعلومها في المدرسة الإعدادية الملكية، ومدرسة السلطاني لمدة ثماني سنوات، وتولى رئاسة تحرير جريدة الإرشاد في بغداد 1909 ثم مجلة صدى الإسلام 1915، وعُيِّن نقيب بغداد في 1914، وعمل مفتيًا ومديرًا لأوقاف العراق 1920.
انتخب نائبًا عن لوائيْ ديالى والكوت في المجلس النيابي، وكان من الرجال البارزين في حزب المعارضة، مما تسبب في استبعاده عن المجلس النيابي. نفي إلى الهند وسجن ثلاث سنوات 1917 - 1920.

مثل المملكة العراقية في مؤتمر الخلافة الإسلامية في القاهرة سنة 1927، مع الشيخين عبد العزيز الثعالبي، ومحمد حبيب العبيدي.
توفي في بغداد في 22 يناير 1929م/ 11 شعبان 1347 هـ.

## شعره
كان يتقن العربية والفارسية والكردية والتركية ويتكلم الهندية أيضاً. يعتبر شاعر وطني ثوري، اشتهر بأشعاره الوطنية والحماسية، ودعوته الشعب للمشاركة في الثورات لإسلامية والعروبة والاستقلال ومناهضة الاحتلال، ومنها دعوته إلى ثورة 1920. «له قصائد يمتدح فيها الجهاد، بادئًا بالحكمة ورصد مواطن شرف الرجال في حمى المعركة وشجاعتهم في مواجهة الأعداء، اتبع الإطار التقليدي للقصيدة العربية القديمة، وترددت فيها صيغ الأمر والنهي، شأن القصائد ذات النزعة الخطابية الموجهة لإثارة الرأي العام.»

له قصائد في كتاب شعراء الثورة العراقية أثناء الاحتلال البريطاني في العراق، وله قصائد نشرتها صحف ومجلات عصره، خاصة جريدة صدى الإسلام، وله ديوان مخطوط، محفوظ بحوزة أسرته.

## مؤلفاته
- أدب اللغة
- رسالة في التصوف ترجمها عن الفارسية.
- ديوان شعر، مخطوط